# Avocent
Avocent Corporation (NASDAQ: AVCT) ist ein Hersteller für IT-Infrastruktur mit Hauptsitz in Huntsville (Alabama). Avocent entstand im Jahr 2000 durch die Fusion der beiden weltweit größten KVM-Switch-Hersteller Apex und Cybex Computer Products Corporation. Im Dezember 2008 beschäftigte das Unternehmen mehr als 1.800 Mitarbeiter weltweit, davon ca. 45 in Deutschland, vor allem in Ismaning. Seit Dezember 2009 gehört Avocent der Emerson Electric Corporation USA.

## Akquisitionen
Die wichtigsten Akquisitionen von Avocent:
- 2001 – Equinox Systems
- 2002 – 2C Computing, Schwerpunkt PCI-Bus-Extension
- 2003 – Soronti, Inc., Hersteller von KVM-over-IP-Technologie
- 2004 – Crystal Link Technologies, OSA Technologies, Inc., und Sonic Mobility, Inc.
- 2006 – Cyclades Corporation und LANDesk Corporation.
- 2008 – Touchpaper Software plc, Schwerpunkt IT Service Management

Erwähnenswert ist auch, dass der damals größte deutsche KVM-Hersteller und Erfinder der KVM-over-IP-Technologie, Polycon, Ende der 1990er Jahre von Cybex gekauft wurde und so auch in Avocent aufgegangen ist.